# Amanattō

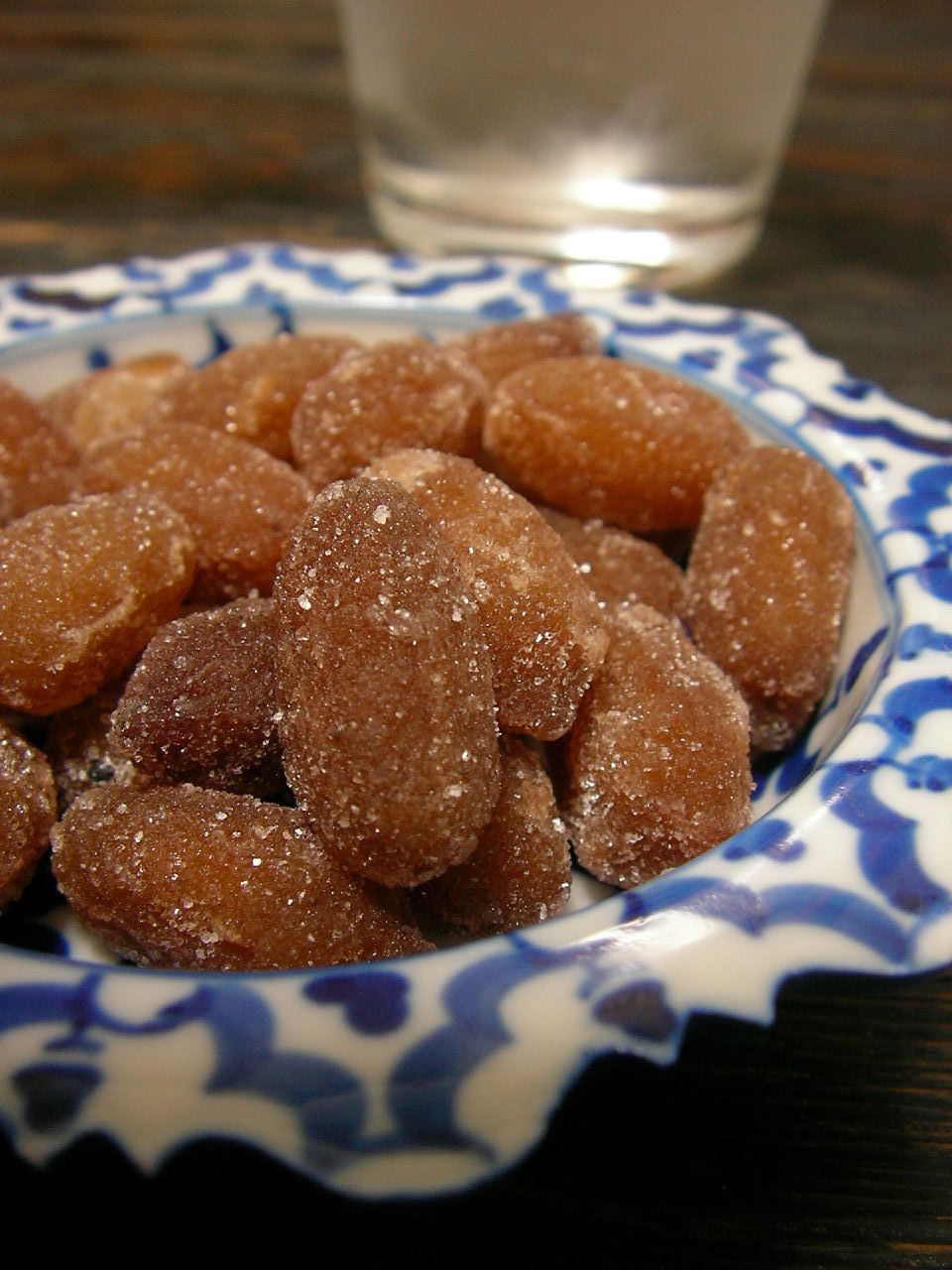
Amanattō de cacahuete.

El amanattō (甘納豆?) es un tipo de wagashi (dulce tradicional japonés) elaborado con porotos azuki o de otro tipo, cubierto con azúcar refinado tras cocerlo a fuego lento en almíbar y secarlo.
Fue desarrollado por Hosoda Yasubei en la era Bunkyū (1861–1863) del período Edo, cuando abrió una tienda de wagashi (que aún funciona) en Tokio a la que bautizó por su nombre de infancia: Eitaro.
Originalmente el amanattō se llamaba amananattō (甘名納糖?), abreviándose tras la Segunda Guerra Mundial. El parecido del nombre con el plato de judía fermentada nattō es solo coincidencia.
En Hokkaidō el amanattō se usa para preparar sekihan, razón por la que, a diferencia de otras regiones, el plato es un poco dulce.